# Đỗ Hồng Nghi
Đỗ Hồng Nghi (1915 - 8 tháng 11, 1981) là một nhà văn, nhà báo người Việt. Với bút danh Hoàng Ly và Trương Linh Tử, ông được biết tới qua các tiểu thuyết kiếm hiệp được xuất bản nhiều kỳ trên các báo, tạp chí (Roman-feuilleton), trong đó nổi bật là các tác phẩm Lửa hận rừng xanh hay Một thời ngang dọc.

## Tiểu sử
Đỗ Hồng Nghi sinh năm 1915 tại huyện Hải Hậu, Nam Định. Bắt đầu sáng tác từ khi còn trẻ qua các bút danh như Hoàng Ly và Trương Linh Tửu, từ thập niên 1940 nhà báo-nhà văn Đỗ Hồng Nghi đã có các tác phẩm thuộc nhiều thể loại được đăng báo như Chờ thời, Hờn Cai Hạ, hay Nhập đô thành. Đặc biệt, Đỗ Hồng Nghi được biết tới nhiều nhất qua các tác phẩm thuộc dòng kiếm hiệp lấy bối cảnh Việt Nam được xuất bản nhiều kỳ trên báo (dạng Roman-feuilleton) như Kỳ nữ sông Kỳ Cùng, Hận Loa Thành, hay Tráng sĩ không tên.
Theo nhà văn Vũ Bằng, trong giai đoạn Hà Nội bị tạm chiếm (1946-1954), Đỗ Hồng Nghi là tác giả "tiêu biểu cho những nhà văn thơ trào phúng trong thời kỳ này". Với bút danh Thánh Sống, Đỗ Hồng Nghi là chủ trì mục trào phúng kiểu mới kiêm giải đáp độc giả có tên Liên Hiệp mục vấn kế cho tờ Liên Hiệp. Tới cuối thập niên 1940, Đỗ Hồng Nghi còn tham gia đạo diễn sân khấu cho gánh hát Kim Phụng trước khi di cư vào Sài Gòn năm 1954. Tại đây, ngoài việc đi dạy học ở một trường tư thục, Đỗ Hồng Nghi với bút danh Hoàng Ly bắt đầu gây tiếng vang trên các tờ báo của Sài Gòn qua những tiểu thuyết kiếm hiệp đăng nhiều kỳ như Nữ tướng biên thùy, Người đẹp Liễu thôn, Một thời ngang dọc. Đặc biệt, tiểu thuyết Một thời ngang dọc (hay Thập Vạn Đại Sơn Vương) lấy bối cảnh vùng núi phía Bắc Việt Nam giai đoạn cận đại được coi là tiểu thuyết võ hiệp đầu tiên định hình cho thể loại "tân phái võ hiệp Việt Nam", còn tiểu thuyết dài Lửa hận rừng xanh của ông (trên 2400 trang) cũng rất được độc giả ái mộ vì Hoàng Ly đã đưa thêm vào tác phẩm kiếm hiệp của mình nhiều yếu tố kinh dị và các đặc trưng văn hóa của các dân tộc Việt Nam.
Đỗ Hồng Nghi có hai người con đều là nhà thơ là nhà thơ Hoàng Linh và nhà thơ Mai Trinh Đỗ Thị. Ông mất ngày 8 tháng 11 năm 1981 tại Việt Nam, hưởng thọ 66 tuổi.

## Tác phẩm tiêu biểu
- Một thời ngang dọc (còn có tên khác là Thập Vạn Đại Sơn Vương)
- Giặc Cái (hay Nữ tướng miền sơn cước)
- Lửa hận rừng xanh
- Nữ chúa hồ Ba Bể